# Máthé Enikő
Máthé Enikő, Máthé Jánosné, született Bakk Enikő (Marosvásárhely, 1939. október 1.) erdélyi magyar kémikus, tanár, Máthé János felesége.

## Életútja, munkássága
Középiskoláit a kolozsvári 3. sz. Elméleti Líceumban végezte 1956-ban, a Babeș–Bolyai Tudományegyetem kémia karán szerzett vegyész diplomát (1961). Pályáját a kolozsvári Terápia Gyógyszergyárban kezdte (1961–67), a kémiai tudományok doktora (1971), kolozsvári középiskolákban tanár. Első írását a Revue Roumaine de Chemie közölte (1966). Angol és román nyelvű tanulmányai itt s a Studia Universitatis Babeş-Bolyai hasábjain jelentek meg. Részt vett a moszkvai Nemzetközi Koordinatív Kémiai Konferencián (1974).
Szabadalmakat szerzett újításaival az analitikai kémia technológiája területén. A X. és XII. osztályos kémiatankönyv (1978) társfordítója, a IX. osztályos tankönyv önálló fordítója (1990). A Művelődés Arcképcsarnok rovatának munkatársa (1983). Férjével, Máthé Jánossal együtt az RMIL kémiai szerkesztője, majd az 1990-ben Kolozsvárt indult FIRKA tudományterjesztő folyóirat kémiai rovat vezetője 2019-ig.

## Díjak, elismerések
- Az EMT Máthé Enikőt, a FIRKA természettudományos lap szerkesztőbizottságában végzett tízéves kitartó munkájáért első díjjal tüntette ki (2001)[2]